# Vox media (locuzione)
Una vox media (dal latino voce media) è, in linguistica, una locuzione che non possiede autonomamente un valore positivo o negativo. Esso viene attribuito quindi dall'aggettivo o dal contesto in cui viene usata.

## Descrizione
Un esempio, in latino, è dato dalla parola fortuna, che significa semplicemente sorte (buona o cattiva), da tempestas, che significa tempo atmosferico, o da sacer (da cui sacertà) che significa "sacro" e "maledetto". Analogamente, nella lingua greca antica il sostantivo ϕάρμακον ("fármacon", cioè "farmaco") significava "medicina, rimedio" e "veleno".
Tali parole nel tempo hanno acquisito un definito significato positivo o negativo, come la parola "successo": nell'italiano antico era una vox media che indicava un evento e necessitava quindi di un aggettivo che specificasse se l'evento fosse buono o cattivo, mentre ora indica solo un evento positivo.